# Mitos para vivirlos
Mitos para vivirlos (en inglés Myths to Live By) es un libro escrito en 1972 por el mitólogo, escritor y profesor estadounidense Joseph Campbell. Constituye una colección de ensayos, originalmente impartidos a modo de conferencias en el Cooper Union Forum  entre 1958 y 1971. El trabajo tiene una introducción de Johnson E. Fairchild. Forma parte de su Obra completa.

## Sinopsis
El poder profundo del mito en la vida espiritual interna de los seres humanos a través de los siglos (incluyendo nuestro propio tiempo) es el tema común que se despliega a través de todos los ensayos de la colección.

## Edición en castellano
- Joseph Campbell (2014). Los mitos. Su impacto en el mundo actual. Barcelona: Editorial Kairós. ISBN 978-84-9988-402-8.

- Datos: Q6949264